# Nou Mestalla
Nou Mestalla – stadion piłkarski w Walencji (w dzielnicy Benicalap), stanowiący własność klubu Valencia CF, budowany od 2007 r. Po oddaniu do użytku będzie domowym obiektem drużyny Valencia CF, zastępując tym samym Estadio Mestalla. Zakończenie inwestycji było kilkukrotnie przekładane w czasie i planowane jest na połowę 2025 r. Jego trybuny będą miały pojemność 75 000 miejsc siedzących.

## Historia
Sukcesy piłkarzy Valencii CF na przełomie tysiącleci spowodowały, że ówczesne władze klubu - z prezesem Juanem Bautistą Solerem na czele - podjęły decyzję o budowie nowego stadionu na około 75 000 – 80 000 miejsc, by klub mógł się dalej rozwijać oraz rywalizować z najlepszymi w Europie. Miał to być trzeci pod względem pojemności trybun obiekt sportowy w Hiszpanii, po Camp Nou w Barcelonie i madryckim Estadio Santiago Bernabéu. W 2004 r. ogłoszono konkurs na koncepcję nowego obiektu. Na przełomie 2005 r. i 2006 r. - po wybraniu zwycięskiego projektu niemieckiej firmy Arena - podjęto decyzję o budowie stadionu na 73 200 miejsc, którą powierzono firmie Arup Sport/RFA. Wizualizację zaprezentowano publicznie 10 listopada 2006 r., podczas konferencji zorganizowanej w Museo de las Ciencias Príncipe Felipe. Prace przygotowawcze prowadzono od stycznia 2007 r., a właściwa budowa rozpoczęła się 1 sierpnia 2007 r. i miała potrwać trzy lata (zakończenie planowano w sierpniu 2010 r.). Pierwotny koszt budowy szacowano na 344 mln euro, a inwestycja miała zostać częściowo sfinansowana ze środków pozyskanych ze sprzedaży nieruchomości w centrum Walencji, zlokalizowanej pod ówcześnie użytkowanym stadionem Mestalla.

### Kłopoty z budową
26 maja 2008 r. na terenie budowy zginęło czterech robotników. Z powodu kryzysu gospodarczego w latach 2007–2009 oraz ogromnych problemów finansowych klubu, prace zostały wstrzymane 25 lutego 2009 r.. Na skutek ogólnoświatowego kryzysu nie udało się zbyt gruntu pod użytkowanym stadionem. Pod koniec grudnia 2009 r. zarząd klubu przekazał informacje o porozumieniu z przedsiębiorstwem budowlanym zajmującym się budową stadionu i ponownym rozpoczęciu robót budowlanych. Według planów Nou Mestalla, oprócz funkcji sportowych, będzie również mieścił centrum handlowe, restauracje, sklepy klubowe, sale kinowe i konferencyjne, kwatery dla zawodników i działaczy oraz zadaszony parking. 13 listopada 2013 VCF i Fenwick zaprezentowali nową koncepcję. By doprowadzić projekt do końca partnerzy znacząco ograniczyli rozmach inwestycji, zmniejszając koszt do 200 mln euro. Uproszczono fasadę, dach został zmniejszony i przestał pokrywać najniższe rzędy widowni, a pojemność spadła do 61 500 miejsc. W marcu 2020 r. pojawiły się kolejne problemy, bowiem spółdzielnia mieszkaniowa ADU Mediterráneo wycofała się z umowy sprzedaży terenu pod starym stadionem, która miała przynieść klubowi 115–120 milionów euro. W międzyczasie liczba miejsc na trybunach została zmniejszona do 55 000. W czerwcu 2022 r. władze klubu przedstawiły zmienione plany dotyczące Nou Mestalla. Po raz kolejny zmniejszono pojemność – tym razem do 49 000 miejsc, co miało związek ze spadkiem frekwencji na domowych spotkaniach „Nietoperzy”. W razie potrzeby trybuny mogłyby jednak zostać rozbudowane aż do 70 000 miejsc. Wznowienie prac planowano na październik 2022 r., a ich zakończenie na połowę 2025 r. Szacunkowe koszty inwestycji wzrosły do 350 mln euro.